# Gabriel Höfner
Pour les articles homonymes, voir Höfner.
Gabriel Höfner, né le 16 mai 1842 à Türnitz en Basse-Autriche et mort le 4 mars 1921 à Wolfsberg en Carinthie, est un entomologiste, musicien et compositeur autrichien. 

## Biographie
Gabriel Höfner, né le 16 mai 1842 à Türnitz en Basse-Autriche, est le fils du maître verrier Vinzenz Höfner. Doué, il sait déjà lire à l'âge de cinq ans, et est mis en apprentissage chez un horloger à Stein an der Donau à l'âge de 12 ans. Après les années d'apprentissage à Stein a. d. Donau et Neulengbach, il se rend à Klagenfurt comme assistant en 1860 et à Wolfsberg en 1861. C'est là qu'il s'installe à son compte en tant qu'horloger et qu'il trouve un lien avec la fanfare du 12e régiment d'infanterie en garnison à Wolfsberg à l'époque, ce qui lui permet de trouver un champ d'activité pour ses grandes capacités musicales.
En 1865, il monte un orchestre pour lequel, lui qui n'a jamais bénéficié de leçons de musique régulières, écrit diverses compositions telles que des pièces de danse, des chœurs d'hommes et des marches militaires. Pour divers cercles musicaux qu'il cofonde, tels qu'un quintette à vent et un sextuor à cordes, il crée ses propres compositions ainsi que des instrumentations.
En 1891, il devient professeur de musique à l'école de musique nouvellement fondée de Wolfsberg. Il consacre son temps libre à l'étude des papillons, où, lui aussi autodidacte, il obtient des résultats remarquables. Il effectue des recherches particulièrement approfondies dans la vallée de Lavant, la Koralpe et la Saualpe, pour lesquelles il identifie plus de 1600 espèces, dont certaines nouvelles décrites par lui-même. Son travail est l'un des fondements de la lépidoptérologie de Carinthie. C'est par l'élevage de chenilles qu'il arrive à la botanique et qu'il acquiert des connaissances approfondies dans ce domaine.

## Réalisations
Gabriel Höfner écrit la première fois sur la faune de papillons de Carinthie. À partir de 1910, les papillons de Carinthie paraissent dans l'annuaire du Musée d'histoire naturelle et dans Carinthia II, la dernière partie étant posthume en 1922. Il décrit les taxons de lépidoptères suivants : Micropterix aureoviredella (Höfner, 1898); Montanima karavankensis (Höfner, 1888); Elachista albicapilla (Höfner, 1918) et Elachista argentifasciella (Höfner, 1898).
Gabriel Höfner découvre une nouvelle espèce de saxifrage dans le Pressinggraben, la Waldsteinia vernata. Un petit papillon qu'il découvre sur le Zirbitzkogel porte son nom Gnophua operaria Hoefneri.
Il est le directeur de l'école de musique de Wolfsberg, joue de plusieurs instruments et compose également.

## Œuvres

### Compositions
La liste n'est pas complète, car toutes les partitions ne sont pas disponibles. Les informations sur la date et l'opus ont été tirées des feuilles de musique originales. Dans certains cas, ces informations sont absentes de l'original.
- Terzett Polka, 1861
- Schwung Polka, 1863
- Abendgedanken Walzer, 1864
- Wolfsberger Tanzweisen, komponiert im Oktober 1869, für Orchester gesetzt im April 1905
- Lisl, Polka francaise, 1874
- Eis-Sport Quadrille, Jänner 1886
- Horn Quintett, Op. 26
- Töne aus Kärnten, Walzer für Pianoforte, Op. 33
- Hab mich lieb, Polka francaise, Oktober 1877, Op. 34
- Vivat mein Österreich!, Marsch, Op. 39
- Für die Feuerwehr, Polka francaise für Pianoforte, Op. 42
- An der grünen Lavant, Walzer, Op. 44
- Zum Kränzchen, Polka francaise, Oktober 1904, Op. 50
- Deutsche Alpengrüsse, Walzer, Op. 52
- Nur fröhlich, Polka francaise, Op. 54
- Lumpen Polka, Datum/Opus unbekannt
- Der Begleiter zur Ruhe, Trauermarsch, Datum/Opus unbekannt

### Publications
- Die Schmetterlinge des Lavantthales und der beiden Alpen „Kor- und Saualpe“ (Papilio – Eupithecia). Jahrb. d. naturh. Landesmuseums von Kärnten, Heft XII, 1876, p. 1.
- Die Schmetterlinge des Lavantthales etc. (Mikrolepidopteren und Nachtrag zur Makrolepidopterenfauna) ibidem Heft XIII, 1878, p. 113. (Neubeschreibung von Erebia arete ab. albofasciata.)
- Die Schmetterlinge des Lavantthales (I.Nachtrag.) ibidem Heft XIV, 1880, p. 259.
- Die Schmetterlinge des Lavantthales (II. Nachtrag.) ibidem Heft XV, 1882, p. 193.
- Beobachtungen über Vorkommen und Lebensweise verschiedener besonders Gebirge und Alpen bewohnender Schmetterlingsarten. Wiener entomol. Zeitung, II. Jahrgang, 1883, p. 189, 221, 245, 277.
- Die Schmetterlinge des Lavantthales (III. Nachtrag.) Jahrbuch etc., Heft XVI, 1884, p. 162.
- Die Schmetterlinge des Lavantthales (IV. Nachtrag.) Jahrbuch etc., Heft XVII, 1885, p. 217.
- Die Schmetterlinge des Lavantthales (V. Nachtrag.) Jahrbuch etc., Heft XVIII, 1886.
- Berichtigungen und Ergänzungen zum Lepidopterenkatalog von Dr. Staudinger und Dr. Wocke. Societ. entom. I. Jhrg., 1886. p. 41, 50–51, 59–60, 69, 75–76, 82–83, 93, 106, 114, 131–132, 169–170; II. Jhrg., 1887, p. 12–13, 20–21, 44, 51–52, 65, 75–76, 91–92, 101, 106.
- Drei neubenannte Schmetterlingsabänderungen. Soc. entom., II. Jahrgang, 1887, p. 121. (Erebia eriphyle ab. impunctata, Epineuronia cespitis ab. ferruginea, Agrotis forcipula-v. nigrèscens.)
- Beitrag zur Naturgeschichte von Gnophos ambiguata Dup. Soc. entom. II. Jahrgang, 1887, p. 131–132.
- Eigentümlichkeiten des Falters und Beschreibung der jungen Raupe von Erebia arete F. Soc. entom. III. Jahrgang, 1888, p. 10–11.
- Die Schmetterlinge des Lavantthales (VI. Nachtrag.) Jahrbuch etc., Heft XIX (Jahrgang XXXVI), 1888, p. 113.
- Die Schmetterlinge des Lavantthales (VII. Nachtrag.) Jahrbuch etc., Heft XX (Jahrgang XXXVII), 1889, p. 156.
- Die Schmetterlinge des Lavantthales (V1II. Nachtrag.) Jahrbuch etc., Heft XXI (Jahrgang XXXVIII), 1890, p. 269. (Neubeschrieben: Cabera exanthcmqta ab. bistrigata, Incurvaria trimaculella ab. quadrimaculella.)
- Die Schmetterlinge des Lavantthales (IX. Nachtrag.) Jahrbuch etc., Heft XXIII (Jhrg. XLI und XL11), 1895, p. 68.
- Beitrag zur Schmetterlingsfauna der Petzen. Jahrbuch etc., Heft XXIII, 1895, p. 74.
- Hiptelia lorezi Stgr. und die Artverschiedenheit von Cidaria soldarid Turati und candidata S. V. Soc. entom. IX. Jhrg., 1895, p. 177.
- Die Schmetterlinge des Lavantthales (X. Nachtrag.) Jahrbuch etc., Heft XXIV (Jahrgang XLIII und XLIV), 1897, p. t65. [Neubeschrieben: Abraxas marginata ab. mediofasrciata (p. 168) und Syrichthus serratulae ab. tarasoides (p. 166)].
- I. Nachtrag zur Schmetterlingsfauna der Petzen. Jahrb. etc., Heft XXIV, 1897, p. 171. [Neubeschrieben: Mamestra chrysozona var. turbida (p. 174)].
- Drei neue Schmetterlingsarten. Soc. entom. XIII. Jahrgang, 1899, Nr. 9 p. 65–66, Nr. 10 p. 73–74. (Rebelia karawankensis, Elachista argentifasciella, Micropteryx aureoviridelta.)
- Die Schmetterlinge des Lavantthales (XI. Nachtrag.) Jahrbuch etc., Heft XXVI Jahrgang XLVII, 1900, p. 247.
- Die Schmetterlinge des Lavantthales (XU. Nachtrag.) Carinthia, Mitteil. des naturhistor. Landesmus, für Kärnten, 93. Jahrgang, 1903, p. 177.
- Die Schmetterlinge Kärntens. Jahrbuch des naturh. Landesmuseums von Kärnten, Jahrgang XLVIII, 1905, p. 179–416.
- Die Schmetterlinge Kärntens (II. Teil) ibidem, Jahrgang XLIX, 1909, p. 1–120.
- I. Nachtrag zur Schmetterlingsfauna Kärntens. Carinthia, II. Jahrgang 101,. 1911, Nr. 1 und 2, p. 18–46.
- U. Nachtrag zur Schmetterlingsfauna Kärntens (von 1910 an). Carinthia, II. Jahrgang 105, 1915[4].